# Kenardo Forbes
Kenardo Forbes (Kingston, 15 maggio 1988) è un calciatore giamaicano, centrocampista del Pittsburgh Riverhounds.